# Oskar Nedbal
Oskar Nedbal (26 maart 1874- 24 december 1930) was een Tsjechische componist. Hij was een leerling van Antonín Dvořák. Hij werkte in Wenen en schreef diverse operettes. Zijn bekendste werk is Polenblut (1913).
Als gevolg van jarenlange schulden pleegde hij zelfmoord, door op de kerstavond van 1930 uit het raam van het Nationaal Theater te Zagreb te springen.
- Bibsys: 15041180
- Biblioteca Nacional de España: XX1376934
- Bibliothèque nationale de France: cb138978837 (data)
- CiNii: DA12408347
- Gemeinsame Normdatei: 118820621
- International Standard Name Identifier: 0000 0001 1556 4595
- Library of Congress Control Number: n88114682
- Nationale Bibliotheek van Letland: 000303542
- MusicBrainz: 8c71499a-78b0-4743-81e3-3ec6c8dd532c
- Nationale Bibliotheek van Tsjechië: jn19990009941
- Nationale Bibliotheek van Israël: 987007286041505171
- Nationale en Universitaire bibliotheek Zagreb: 000055821
- Nederlandse Thesaurus van Auteursnamen: 097056251
- Réseau des bibliothèques de Suisse occidentale: 02-A008908869
- Istituto Centrale per il Catalogo Unico: LO1V261486
- SNAC: w6xh23pb
- Système universitaire de documentation: 080218318
- Virtual International Authority File: 24788061
- WorldCat: E39PBJq6Y3646yvMVQvXMcj6Kd